# Trane
Die Trane Inc. ist ein Kälte- und Klima- und Reinraumtechnik-Hersteller. 2008 wurde Trane ein Teil von Ingersoll Rand. Seit der Aufspaltung dieses Konzerns 2020 ist Trane neben Thermo King einer der Geschäftsbereiche von Trane Technology plc.
Zum 1. November 2022 erwarb Trane von der deutschen AL-KO SE das Unternehmen AL-KO Therm GmbH. Dessen Name wurde beibehalten und die Marken AL-KO Air Technology und AL-KO Extraction Technology werden weiter verwendet.

## Geschichte
1885 gründete der norwegische Emigrant James Trane ein Sanitärunternehmen in La Crosse (Wisconsin). In den folgenden Jahren entwickelte das Unternehmen das sogenannte Trane Vapor Heating System. Gemeinsam mit seinem Sohn Reuben Trane, einem Maschinenbauingenieur, begründete er die Produktion 1910. 1913 wurde das Unternehmen Trane Inc. gegründet. 
In den folgenden Jahrzehnten expandierte das Unternehmen immer weiter. 1931 war ein Wendepunkt in der Geschichte des Unternehmens mit der Fokussierung auf Klimatechnik bzw. Klimageräte. Mit der Erwerbung von Sentinel Electronics in den 1970er Jahren stieg das Unternehmen in den Bereich der Versorgungstechnik von Gebäuden ein. 1982 wurde die Klimatechnik-Sparte von General Electric erworben. Das Ende der Selbstständigkeit wurde durch die Übernahme durch American Standard Companies 1984 eingeleitet.
2007 wurde die Muttergesellschaft American Standard Companies auf das Tochterunternehmen Trane Inc. verschmolzen. Vorausgegangen war ein umfangreicher Umbau von American Standard Companies. Das „neu“ formierte Unternehmen hatte seinen Sitz in Piscataway Township (New Jersey). Der Umsatz des Unternehmens lag im Jahr 2006 bei 6,8 Milliarden US-Dollar. Das Unternehmen wurde nach der Verschmelzung an der NYSE unter dem Kürzel TT geführt.
Am 17. Dezember 2007 wurde bekannt, dass Ingersoll Rand, damals mit Sitz auf den Bermudas, Trane Inc. für 10,1 Milliarden US-Dollar übernehmen wolle. Für das Jahr 2007 wurde der Umsatz von Trane Inc. mit 7,4 Milliarden US-Dollar angegeben. Ingersoll Rand erweiterte damit seinen Geschäftszweig Klimatisierung, zu dem bereits seit 1997 das Unternehmen Thermo King zählte, das auf Ausrüstungen für Kühltransporte spezialisiert ist. Am 5. Juni 2008 wurde die Übernahme von Trane Inc. vollzogen. 2009 wurde der Hauptsitz des Unternehmens nach Dublin verlagert. 2012 beschäftigte das Unternehmen an über 400 Standorten in über 100 Ländern, davon 29 Produktionsstätten, 29.000 Mitarbeiter.

### Neuordnung 2020
Anfang 2020 hat die damalige Ingersoll-Rand plc ihr Industriesegment ausgegliedert und anschließend auf eine hundertprozentige Tochtergesellschaft der Gardner Denver Holdings, Inc. (heute Ingersoll Rand Inc.) verschmolzen. Das verbliebene irische Unternehmen wurde umfirmiert zur Trane Technologies plc. Dessen Aktie wird seither an der NYSE erneut unter dem Symbol „TT“ geführt. Wie die Aktie der vergrößerten Gardner Denver Holding ist sie Teil  des S&P 500-Aktienindex.